# Live at Red Rocks
Live at Red Rocks è il secondo album dal vivo del gruppo heavy metal Disturbed, pubblicato dalla Reprise Records il 18 novembre 2016. Il disco è stato registrato nel parco montuoso Red Rocks in Colorado.

## Tracce
1. Introduction – 1:22
2. Ten Thousand Fists – 3:28
3. The Game – 3:53
4. The Vengeful One – 5:02
5. Prayer – 3:45
6. Liberate – 3:33
7. The Animal – 4:21
8. Stupify – 5:27
9. The Sound of Silence – 4:19
10. Lost Soul – 0:56
11. Inside the Fire – 3:54
12. The Light – 5:18
13. Stricken – 4:15
14. Indestructible – 4:41
15. Voices – 3:16
16. Down With the Sickness – 7:12

## Formazione
- David Draiman – voce
- Dan Donegan – chitarra
- Mike Wengren – batteria